# Amici di Maria De Filippi
Amici di Maria De Filippi (conocido simplemente como Amici y conocido hasta 2003 como Saranno famosi) es un programa de televisión italiano del género de los concurso de talentos, emitido desde el 17 de septiembre de 2001, creado y conducido por Maria De Filippi.
El programa se emite en horario diurno con la fase inicial y en horario de máxima audiencia con la fase nocturna en Canale 5 desde el 14 de septiembre de 2002. Las dos primeras ediciones se emitieron en Italia 1, del 17 de septiembre de 2001 al 27 de mayo de 2003, mientras que del 16 de noviembre de 2020 al 14 de mayo de 2021 volvió únicamente para la franja diurna.
Con veinticuatro ediciones a sus espaldas, es el programa de talentos más antiguo de la televisión italiana.

## El programa
Inicialmente llamado Saranno famosi -el nombre fue cambiado el 7 de enero de 2003, a mitad de su segunda edición, por cuestiones relacionadas con los derechos de autor de la película del mismo nombre (de la que, en 1982, se tomó la serie de televisión del mismo nombre)-, este concurso de talentos es una escuela a la que asiste una promoción especialmente elegida de una veintena de alumnos, con jóvenes de entre 18 y 26 años que aspiran a convertirse en cantantes, bailarines de jazz moderno, hip hop, danza clásica y actores (sólo en la primera edición también músicos y presentadores de televisión; sólo en la sexta también gimnastas; a partir de la novena edición la categoría de interpretación ya no está presente, y, nuevamente en la novena edición, se introdujo la disciplina del canto de ópera, eliminada en la temporada siguiente y regresada en la decimoctava y vigésima edición). A partir de la duodécima edición está presente la categoría de rap y a partir de la decimotercera la programación también está abierta a grupos musicales, en lo que respecta al canto, y a comparsas y danza latinoamericana, en lo que respecta al baile.
Los competidores siguen lecciones de diversas materias con sus profesores durante todo el año. Son captados por la cámara y durante el transcurso del año se alojan en un hotel. El programa se divide en dos fases: inicial en la que las capacidades artísticas de los aspirantes son perfeccionadas y juzgadas exclusivamente por los profesores de la respectiva materia, y final, en la que el avance de los finalistas también se encomienda al televoto.

## Ediciones
| Temporada | Temporada | Episodios | Episodios | Emisión original         | Emisión original    | Ganador/a                       |
| Temporada | Temporada | Episodios | Episodios | Primera emisión          | Última emisión      | Ganador/a                       |
| --------- | --------- | --------- | --------- | ------------------------ | ------------------- | ------------------------------- |
|           | 1         | 33        | 33        | 15 de septiembre de 2001 | 21 de mayo de 2002  | Dennis Fantina                  |
|           | 2         | 35        | 35        | 14 de septiembre de 2002 | 27 de mayo de 2003  | Giulia Ottonello                |
|           | 3         | 33        | 33        | 20 de septiembre de 2003 | 23 de mayo de 2004  | Leon Cino                       |
|           | 4         | 30        | 30        | 11 de septiembre de 2004 | 21 de abril de 2005 | Antonino Spadaccino             |
|           | 5         | 28        | 28        | 10 de septiembre de 2005 | 26 de marzo de 2006 | Ivan D'Andrea                   |
|           | 6         | 21        | 21        | 14 de octubre de 2006    | 11 de marzo de 2007 | Federico Angelucci              |
|           | 7         | 25        | 25        | 20 de octubre de 2007    | 16 de abril de 2008 | Marco Carta                     |
|           | 8         | 24        | 24        | 5 de octubre de 2008     | 25 de marzo de 2009 | Alessandra Amoroso              |
|           | 9         | 24        | 24        | 26 de septiembre de 2009 | 29 de marzo de 2010 | Emma                            |
|           | 10        | 22        | 22        | 2 de octobre de 2010     | 6 de marzo de 2011  | Denny Lodi / Virginio           |
|           | 11        | 32        | 32        | 1 de octubre de 2011     | 19 de mayo de 2012  | Giuseppe Giofrè / Gerardo Pulli |
|           | 12        | 24        | 24        | 24 de noviembre de 2012  | 1 de junio de 2013  | Moreno                          |
|           | 13        | 24        | 24        | 23 de noviembre de 2013  | 27 de mayo de 2014  | Deborah Iurato                  |
|           | 14        | 25        | 25        | 22 de noviembre de 2014  | 5 de junio de 2015  | The Kolors                      |
|           | 15        | 25        | 25        | 21 de noviembre de 2015  | 25 de mayo de 2016  | Sergio Sylvestre                |
|           | 16        | 24        | 24        | 19 de noviembre de 2016  | 27 de mayo de 2017  | Andreas Müller                  |
|           | 17        | 27        | 27        | 18 de noviembre de 2017  | 11 de junio de 2018 | Irama                           |
|           | 18        | 25        | 25        | 17 de noviembre de 2018  | 25 de mayo de 2019  | Alberto Urso                    |
|           | 19        | 18        | 18        | 16 de noviembre de 2019  | 3 de abril de 2020  | Gaia                            |
|           | 20        | 26        | 26        | 14 de noviembre de 2020  | 15 de mayo de 2021  | Giulia Stabile                  |
|           | 21        | 33        | 33        | 19 de septembre de 2021  | 15 de mayo de 2022  | Luigi Strangis                  |
|           | 22        | 34        | 34        | 18 de septembre de 2022  | 14 de mayo de 2023  | Mattia Zenzola                  |
|           | 23        | 34        | 34        | 24 de septiembre de 2023 | 18 de mayo de 2024  | Sarah Toscano                   |
|           | 24        | 32        | 32        | 29 de septiembre de 2024 | 18 de mayo de 2025  | Daniele Doria                   |

## Elenco

### Profesores de canto
- Giuseppe Vessicchio (temporadas 1-9)
- Luca Pitteri (temporadas 1-6)
- Maurizio Pica (temporada 1)
- Nora Orlandi (temporada 2)
- Grazia Di Michele (temporadas 3-14)
- Fabrizio Palma (temporadas 3-8)
- Luca Jurman (temporadas 7-8, 10)
- Gabriella Scalise (temporada 8)
- Loretta Martinez (temporada 9)
- Charlie Rapino (temporada 9)
- Sergio La Stella (temporada 9)
- Maria Grazia Fontana (temporada 10)
- Dado Parisini (temporada 10)
- Rudy Zerbi (temporada 10-presente)
- Mara Maionchi (temporadas 11-12)
- Carlo Di Francesco (temporadas 13-17)
- Klaus Bonoldi (temporada 13)
- Francesco Sarcina (temporada 14)
- Marco Maccarini (temporada 15)
- Fabrizio Moro (temporada 15-16)
- Alex Braga (temporada 15-16)
- Boosta (temporada 16)
- Giusy Ferreri (temporada 17)
- Paola Turci (temporada 17)
- Alex Britti (temporada 18)
- Stash (temporadas 18-19)
- Anna Pettinelli (temporadas 19-21, 23-presente)
- Arisa (temporadas 20, 22)
- Lorella Cuccarini (temporadas 21-presente)

### Profesores de baile
- Garrison Rochelle (temporadas 1-17) jazz
- Maura Paparo (temporadas 1-8) jazz - hip hop
- Steve La Chance (temporadas 2-9) jazz
- Rossella Brescia (temporada 2) ballet
- Alessandra Celentano (temporadas 3-presente) bailar
- Mauro Astolfi (temporada 8) contemporary
- Giuseppe Carbone (temporada 9) jazz
- Kris (temporada 9) hip-hop
- Marco Garofalo (temporadas 9-10) jazz
- Michela Villanova (temporadas 9-10) bailar
- Carl Portal (temporada 10) jazz
- Luciano Cannito (temporadas 10-12) neoclassical
- Kledi Kadiu (temporadas 13-16) contemporáneo
- Veronica Peparini (temporadas 13-21) contemporáneo
- Natalia Titova (temporadas 15-16) latin
- Emanuel Lo (temporadas 16, 22-presente) hip-hop
- Bill Goodson (temporada 17) contemporáneo
- Timor Steffens (temporadas 18-19) hip-hop
- Lorella Cuccarini (temporada 20) musical
- Raimondo Todaro (temporadas 21-23) latin
- Deborah Lettieri (temporadas 24-presente) jazz

### Profesores de interpretación
- Fioretta Mari (temporadas 1-8)
- Claudio Insegno (temporada 1)
- Patrick Rossi (temporada 2-9)
- Rino Cassano (temporadas 3-4)
- Paolo Asso (temporadas 6-7)

### Profesores que no juzgan
- Jill Cooper (temporadas 1-2) fitness
- Giuseppe Giannini (temporada 2) fútbol
- Martino Vertova (temporada 2) arte
- Paolo Evangelista (temporadas 2, 13) aptitud física
- Marco Castellano (temporadas 3-8) aptitud física
- Aldo Busi (temporadas 3-7) historia de la música
- Jury Chechi (temporada 6) gimnasia
- Pamela Prati (temporada 6) presencia en el escenario
- Klaus Davi (temporada 7) communication
- Pino Perris (temporadas 7-18) cantando
- Mauro Coruzzi (temporada 9) music history
- Gabriella Scalise (temporadas 10-11) cantando
- Fabrizio Palma (temporadas 10, 12) cantando
- Carlo Palmas (temporadas 11, 13) cantando
- Eric Buffat (temporada 11) cantando
- Antonio Galbiati (temporada 12) cantando
- Nancy Berti (temporadas 12-13) baile latino
- Giovanni Lori (temporadas 12-13) cantando
- Daniele Baldi (temporadas 12-14) hip-hop bailar
- Dennis Bragatto (temporadas 12-16) bailar
- Fabrizio Prolli (temporadas 12-15) bailar
- Federica Angelozzi (temporadas 12-15) bailar
- Roberto Vecchioni (temporada 13) music history
- Fabio Raspanti (temporada 13) bailar
- Amilcar Golzalez (temporadas 13-16) bailar
- Raffaella Misiti (temporadas 13-presente) cantando
- Enzo Campagnoli (temporada 14-17) cantando
- Danilo Grano (temporada 14) bailar
- Alessandro Merli (temporadas 15-16) rap
- Mattia Galante (temporadas 15-17) bailar
- Roberto Angelini (temporada 16) cantando
- Annalisa (temporada 17) cantando
- Michele Bravi (temporada 17) cantando
- Natalia Titova (temporadas 17-19) latin bailar
- Giovanni Caccamo (temporadas 17, 20) cantando
- Emanuel Lo (temporada 17) hip-hop bailar
- Martina Nadalini (temporada 17-18) bailar
- Alfonso Signorini (temporada 18-19) music history
- Mattia Tuzzolino (temporada 18-19, 23) bailar
- Alberto Montesso (temporada 18-presente) bailar
- Emanuela Cortesi (temporada 19) cantando
- Cecilia Cesario (temporada 19) cantando
- Agnese Valle (temporada 20) cantando
- Alberto Urso (temporada 20) cantando
- Chiara Calderare (temporadas 20-presente) cantando
- Antonella Cilenti (temporadas 20-presente) cantando
- Francesco Porcelluzzi (temporadas 21-presente) bailar
- Federica Soncin (temporadas 22-presente) bailar

### Entrenadores (etapa final)
- Emma (temporadas 12, 14-16)
- Miguel Bosé (temporadas 12-13)
- Eleonora Abbagnato (temporada 12)
- Moreno (temporada 13)
- Elisa (temporada 14-16)
- J-Ax (temporada 15)
- Nek (temporada 15)
- Morgan (temporada 16)
- Ricky Martin (temporada 18)
- Vittorio Grigolo (temporada 18)
- Fabio Rovazzi (temporada 18)
- Rudy Zerbi (temporadas 20-24)
- Lorella Cuccarini (temporadas 20-23)
- Alessandra Celentano (temporadas 20-24)
- Veronica Peparini (temporadas 20-21)
- Anna Pettinelli (temporadas 20-21, 23)
- Arisa (temporadas 20, 22)
- Raimondo Todaro (temporadas 21-23)
- Emanuel Lo (temporadas 22-24)
- Deborah Lettieri (temporada 24)

### Jueces (fase final)
- Gabry Ponte (temporadas 12-13, 19)
- Luca Argentero (temporadas 12-13)
- Sabrina Ferilli (temporadas 12-15, 21)
- Francesco Renga (temporada 14)
- Renato Zero (temporada 14)
- Loredana Bertè (temporadas 14-15, 18-19)
- Anna Oxa (temporada 15)
- Morgan (temporada 15)
- Ermal Meta (temporadas 16-17)
- Ambra Angiolini (temporada 16)
- Daniele Liotti (temporada 16)
- Eleonora Abbagnato (temporada 16)
- Emma (temporada 17)
- Heather Parisi (temporada 17)
- Elisa (temporada 17)
- Giulia Michelini (temporada 17)
- Simona Ventura (temporada 17)
- Marco Bocci (temporada 17)
- Alessandra Amoroso (temporada 17)
- Arisa (temporada 17)
- Michelle Hunziker (temporada 17)
- Gerry Scotti (temporada 17)
- Vanessa Incontrada (temporada 19)
- Christian De Sica (temporada 19)
- Alessia Marcuzzi (temporada 19)
- Stash (temporadas 20-21)
- Manuel Filiberto de Saboya (temporadas 20-21)
- Stefano De Martino (temporadas 20-21)
- Cristiano Malgioglio (temporadas 22-24)
- Michele Bravi (temporadas 22-23)
- Giuseppe Giofrè (temporadas 22-23)
- Amadeus (temporada 24)
- Elena D'Amario (temporada 24)

### Equipo de baile
- Marta Angelin (temporadas 1-3)
- Rossella Brescia (temporadas 1, 5-6)
- Kledi Kadiu (temporadas 1-2, 4-9)
- Ilir Shaqiri (temporadas 1-2, 4)
- Valerio Pino (temporadas 2-3, 5, 9)
- Maria Zaffino (temporadas 2-8)
- Francesca Di Maio (temporadas 3-8)
- Michele Oliva (temporada 3)
- Massimo Sansottera (temporada 3)
- David Sellings (temporada 3)
- Anbeta Toromani (temporadas 3-11)
- Josè Perez (temporadas 4-11)
- Leon Cino (temporadas 5-8)
- Fabrizio Mainini (temporadas 5-6)
- Gianni Sperti (temporadas 6-8)
- Adelaide Seeney (temporada 7)
- Eleonora Scopelliti (temporadas 9-13)
- Francesco Mariottini (temporadas 10-12)
- Amilcar Moret Gonzalez (temporadas 10-13, 17)
- Martina Nadalini (temporadas 10-16)
- Arduino Beroncello (temporadas 10, 16)
- Marbelys Zamora (temporada 10)
- Antonio Fiore (temporada 11)
- Michele Viola (temporada 11)
- Stefano De Martino (temporadas 11-13, 16-18)
- Hugo Cortes (temporada 13)
- Michele Barile (temporada 14-16)
- Santo Giuliano (temporada 14)
- Marcello Sacchetta (temporada 14-20)
- Anne Boidin (temporada 14)
- Giada Lini (temporada 15)
- Sacha Storto (temporada 15)
- Simone Nolasco (temporadas 15-22)
- Gian Maria Giuliattini (temporadas 15-18)
- Elena D'Amario (temporadas 15-presente)
- Klaudia Pepa (temporada 15)
- Irene Tavassi (temporada 15)
- Giuseppe Giofrè (temporadas 15-17, 20)
- Francesca Tocca (temporadas 15-presente)
- Lorella Boccia (temporadas 16, 18-19)
- Federica Panzeri (temporadas 16-19)
- Andreas Müller (temporadas 17-21)
- Sebastian Melo Taveira (temporadas 17-21, 23)
- Giulia Pauselli (temporada 17-presente)
- Virginia Tomarchio (temporadas 17-19)
- Gabriele Esposito (temporadas 17-18)
- Angelo Recchia (temporadas 17-18, 21)
- Bryan Ramirez (temporada 18)
- Dante Jonathan Gerlo (temporada 18)
- Umberto Gaudino (temporadas 19-presente)
- Alessio La Padula (temporada 19)
- Alberto Del Prete (temporada 19)
- Spillo (temporadas 20-22)
- Giulia Stabile (temporadas 21-presente)
- Vincenzo Durevole (temporada 21)
- Michele Esposito (temporada 22)
- Carlotta Di Monte (temporada 22)
- Jon Erik De La Cruz (temporada 22)
- Talisa Jade Ravagnani (temporada 22)
- Federico Milan (temporada 22)
- Mariagrazia Tallei (temporada 22)
- Federica Soncin (temporada 22)
- Alessio Gaudino (temporada 22)
- Isobel Fetiye Kinnear (temporadas 23-presente)
- Luca Curreli-Rose (temporadas 23-presente)
- Georgie Curreli-Rose (temporadas 23-presente)

### Invitados notables
- Durante las temporadas, muchos invitados notables, incluidos actores profesionales, músicos y bailarines, aparecieron como jueces invitados o artistas como John Travolta, Robert De Niro, Carla Fracci, Raffaella Carrà, Matthew McConaughey, Kylie Minogue, James Blunt, Al Pacino, Sophia Loren, Kevin Spacey, Michael Douglas, Mariah Carey, Gino Paoli, LP, Sumi Jo, Matt Dillon, Filippo Magnini, Luis Fonsi, Owen Wilson, t.A.T.u., Paddy Jones, Laura Pausini, Alice Merton, Patrick Dempsey, Il Volo, Carlo Verdone, Jasmine Thompson, Umberto Tozzi, Anastacia, Diego Maradona, Amy Macdonald, Gianna Nannini, Clean Bandit, Francesco De Gregori, Ricky Martin, Tiziano Ferro, Sheppard, Plácido Domingo and Skunk Anansie.

## Concursantes
| Key | Descripción          |
| --- | -------------------- |
|     | Ganador/a            |
|     | Finalista            |
|     | Jubilado / Expulsado |

### Temporada 1 (2001-2002)
- Profesores: Giuseppe Vessicchio, Luca Pitteri, Maurizio Pica, Garrison Rochelle, Maura Paparo, Fioretta Mari, Claudio Insegno

#### Final stage
| Posición | Concursante          | Tipo             |
| -------- | -------------------- | ---------------- |
| 1        | Dennis Fantina       | Cantante         |
| 2        | Marianna Scarci      | Bailarina        |
| 3        | Ermanno Rossi        | Bailarín         |
| 4        | Antonio Baldes       | Bailarín         |
| 5        | Andrea Cardillo      | Cantautor        |
| 6        | Leonardo Fumarola    | Bailarín         |
| 7        | Valeria Monetti      | Actriz           |
| 8        | Claudia Mannoni      | Bailarina        |
| 9        | Antonella Loconsole  | Cantante         |
| 10       | Alessandro Vigilante | Bailarín         |
| 11       | Maria Pia Pizzola    | Cantante         |
| 12       | Monica Hill          | Cantante         |
| 13       | Renato Sannio        | Actor            |
| 14       | Paolo Idolo          | Actor y cantante |
| 15       | Miriam Della Guardia | Bailarina        |
| 16       | Clementina Giacente  | Bailarina        |
| 17       | Michael Calandra     | Cantante         |
| 18       | Miriam Castorina     | Cantante         |
| 19       | Gianluigi Garretta   | Actor            |

#### Etapa inicial
Alessia Natale (bailarina); Alessandra Piras (bailarina); Alfredo "Fred" Avitaia (actor); Chiara Bigioni (bailarina); Dalila Timaco (bailarina); Daniela Romano (bailarina); Erika Parisi (bailarina); Francesca Caselli (cantante); Francesco Giannini (cantante); Gabriele Carbotti (cantante); Gian Marco Careddu (cantautor); Giuseppe Giannico (cantante); Graziano Pimpolari (cantautor); Irene Humburg (actriz); Marco Campanale (cantante); Marco Maestrelli (actor); Mario Crocetta (bailarín); Manuele Morroni (cantante); Mirna Brancotti (cantante); Pierpaolo Astolfi (actor); Stefano Veronese (bailarín); Zita Fusco (actriz)

### Temporada 2 (2002-2003)
- Profesores: Giuseppe Vessicchio, Luca Pitteri, Nora Orlandi, Garrison Rochelle, Maura Paparo, Steve La Chance, Rossella Brescia, Fioretta Mari, Patrick Rossi Gastaldi

#### Etapa final
| Posición | Concursante            | Tipo      |
| -------- | ---------------------- | --------- |
| 1        | Giulia Ottonello       | Cantante  |
| 2        | Anbeta Toromani        | Bailarina |
| 3        | Timothy Snell          | Cantante  |
| 4        | Lidia Cocciolo         | Cantante  |
| 5        | Michele Maddaloni      | Bailarín  |
| 6        | Federico Patrizi       | Bailarín  |
| 7        | Marta Gerbi            | Cantante  |
| 8        | Maria Stefania DiRenzo | Bailarina |
| 9        | Enrico Pittari         | Actor     |
| 10       | Leonardo Di Minno      | Cantante  |
| 11       | Daniele Perrino        | Cantante  |
| 12       | Stefano Bindinelli     | Bailarín  |
| 13       | Augusto Da Graça       | Bailarín  |
| 14       | Danilo Grano           | Bailarín  |
| 15       | Jennifer Iacono        | Bailarina |
| 16       | Elena Novaresi         | Bailarina |
| 17       | Samantha Discolpa      | Cantante  |
| 18       | Terry Paternoster      | Actriz    |
| 19       | Fausto Monteforte      | Bailarín  |
| 20       | Roberta Mengozzi       | Actriz    |

#### Etapa inicial
Andrea Veschini (cantante); Antonio Grosso (cantante); Consuelo Varini (cantante); Ettore Romano (cantante); Fabio Villanis (cantante); Fabio Morici (actor); Francesca Paganucci (cantante); Giacomo Milli (bailarín); Giovanna Martini (actriz); Luca Basto (bailarín); Luca Militello (cantante); Marcella Di Vita (cantante); Salvatore Andreoli (cantante); Sara Donadelli (bailarina)

### Temporada 3 (2003-2004)
- Profesores: Giuseppe Vessicchio, Luca Pitteri, Grazia Di Michele, Garrison Rochelle, Maura Paparo, Steve La Chance, Alessandra Celentano, Fioretta Mari, Patrick Rossi Gastaldi, Rino Cassano

#### Etapa final
| Posición | Concursante           | Tipo      |
| -------- | --------------------- | --------- |
| 1        | Leon Cino             | Bailarín  |
| 2        | Sabrina Ghio          | Bailarina |
| 3        | Samantha Fantauzzi    | Actriz    |
| 4        | Gianluca De Martini   | Cantante  |
| 5        | Olti Shaqiri          | Bailarín  |
| 6        | Francesco Capodacqua  | Cantante  |
| 7        | Anna Dalton           | Actriz    |
| 8        | Sabatino D'Eustacchio | Bailarín  |
| 9        | Francesca Dario       | Bailarina |
| 10       | Alessia Orlandi       | Cantante  |
| 11       | Federica Gargani      | Bailarina |
| 12       | Salvatore Vinci       | Cantante  |
| 13       | Valerio Di Rocco      | Cantante  |
| 14       | Irene Guglielmi       | Cantante  |
| 15       | Gianluca Merolli      | Cantante  |
| 16       | Simone Benedetti      | Bailarín  |
| 17       | Giorgia Minella       | Bailarina |
| 18       | Antonio Guida         | Bailarín  |
| 19       | Sarah Jane Olog       | Cantante  |
| 20       | Sara Pamploni         | Bailarina |
| 21       | Giorgia Galassi       | Cantante  |
| 22       | Ornella Pellegrino    | Cantante  |
| 23       | Rosaria Laconte       | Bailarina |
| 24       | Laura Piunti          | Cantante  |
| 25       | Rocco Pietrantonio    | Actor     |
| 26       | Catello Miotto        | Cantante  |

#### Etapa inicial
Alessia Pizzichemi (bailarina); Danilo Musci (bailarin); Emanuela Boldetti (bailarina); Emiliano D'Angelo (bailarín); Katia Ancellotti (cantante); Maria Letizia Arcudi (bailarina); Martina Ardizzoni (cantante); Michael Schermi (actor); Morena Martini (cantante); Nicola Traversa (cantautor); Raffaella Iavarone (bailarina)

### Temporada 4 (2004-2005)
- Profesores: Giuseppe Vessicchio, Luca Pitteri, Grazia Di Michele, Fabrizio Palma, Garrison Rochelle, Maura Paparo, Steve La Chance, Alessandra Celentano, Fioretta Mari, Patrick Rossi Gastaldi, Rino Cassano

#### Etapa final
| Posición | Concursante               | Tipo      |
| -------- | ------------------------- | --------- |
| 1        | Antonino Spadaccino       | Cantante  |
| 2        | Francesco De Simone       | Bailarín  |
| 3        | Klajdi Selimi             | Bailarín  |
| 4        | Romina Carancini          | Bailarina |
| 5        | Marco Vannini             | Actor     |
| 6        | Maddalena Sorrentino      | Cantante  |
| 7        | Debora Terenzi            | Actress   |
| 8        | Marta Di Giulio           | Bailarina |
| 9        | Tili Lukaj                | Bailarín  |
| 10       | Pietro Napolano           | Cantante  |
| 11       | Piero Romitelli           | Cantante  |
| 12       | Antonello Carrozza        | Cantante  |
| 13       | Valeria Belleudi          | Cantante  |
| 14       | Antonio Fiore             | Bailarín  |
| 15       | Massimiliano Piroti       | Bailarín  |
| 16       | Alberto Galetti           | Bailarín  |
| 17       | Rosanna Cestra            | Cantante  |
| 18       | Maria Grazia Testaferrata | Cantante  |
| 19       | Alessia Ramazzotti        | Actriz    |
| 20       | Simona Annese             | Bailarina |

#### Etapa inicial
Alessandro Rende (bailarín); Alexandra Fiaschini (cantante); Antonio Propato (cantante); Antonio Tagnani (cantante); Claudia Dongu (bailarina); Claudia Gusmano (actriz); Immacolata Allozzi (cantante); Mariangela Cafagna (bailarina); Marika Vezzola (cantante); Michele Manfredini (bailarina); Thomas Grazioso (cantante); Valentina Campani (bailarina); Verónica Montali (cantante)

### Temporada 5 (2005-2006)
- Profesores: Giuseppe Vessicchio, Luca Pitteri, Grazia Di Michele, Fabrizio Palma, Garrison Rochelle, Maura Paparo, Steve La Chance, Alessandra Celentano, Fioretta Mari, Patrick Rossi Gastaldi, Daniela Allegra

#### Etapa final
| Posición | Concursante        | Tipo      |
| -------- | ------------------ | --------- |
| 1        | Ivan D'Andrea      | Bailarín  |
| 2        | Andrea Dianetti    | Actor     |
| 3        | Rita Comisi        | Cantante  |
| 4        | Eleonora Crupi     | Cantante  |
| 5        | Raffaele Tizzano   | Bailarín  |
| 6        | Erion Baze         | Bailarín  |
| 7        | Rossella Lucà      | Bailarina |
| 8        | Manola Moslehi     | Cantante  |
| 9        | Nicola Gargaglia   | Cantante  |
| 10       | Luana Guidara      | Bailarina |
| 11       | Roberto Carrozzino | Bailarín  |
| 12       | Robert Iaboni      | Actor     |
| 13       | Giuseppe Landi     | Cantante  |
| 14       | Michele Moretti    | Bailarín  |
| 15       | Endri Roshi        | Bailarín  |
| 16       | Roberta Zegretti   | Bailarina |
| 17       | Matteo Deledda     | Cantante  |
| 18       | Erika Mineo        | Cantante  |

#### Etapa inicial
Alberto Poletti (bailarín); Albina Bondarenko (bailarina); Annavita Romano (bailarina); Antonello Mastrangelo (bailarina); Brígida Cacciatore (cantante); Fabio De Martino (cantante); Filomena Caciapuoti (cantante); Giovanni Fusco (bailarín); Giuseppe Forlini (cantante); Luca Borro (cantante); Serena Silvani (actriz); Viviana Filippello (bailarina)

### Temporada 6 (2006-2007)
- Profesores: Giuseppe Vessicchio, Luca Pitteri, Grazia Di Michele, Fabrizio Palma, Garrison Rochelle, Maura Paparo, Steve La Chance, Alessandra Celentano, Fioretta Mari, Patrick Rossi Gastaldi, Paolo Asso

#### Etapa final
| Posición | Concursante            | Tipo      |
| -------- | ---------------------- | --------- |
| 1        | Federico Angelucci     | Cantante  |
| 2        | Agata Reale            | Bailarina |
| 3        | Karima                 | Cantante  |
| 4        | Cristo Martines        | Bailarín  |
| 5        | Max Orsi               | Cantante  |
| 6        | Giulia Franceschini    | Cantante  |
| 7        | Tony Aglianò           | Bailarín  |
| 8        | Jessica Villotta       | Bailarina |
| 9        | Federica Capuano       | Actriz    |
| 10       | Manuel Aspidi          | Cantautor |
| 11       | Roberta Miolla         | Bailarina |
| 12       | Salvatore Dello Iacolo | Bailarín  |
| 13       | Bambi Zamfir           | Gymnast   |
| 14       | Santo Giuliano         | Bailarín  |

#### Etapa inicial
Alessio Paddeu (cantante); Chiara Martegiani (actriz); Corinne Marchini (cantante); Emanuel Caserío (actor); Michi Pohoata (gimnasta); Pamela Buggiani (bailarina); Stefano Villani (cantante)

### Temporada 7 (2007-2008)
- Profesores: Giuseppe Vessicchio, Grazia Di Michele, Fabrizio Palma, Luca Jurman, Garrison Rochelle, Maura Paparo, Steve La Chance, Alessandra Celentano, Fioretta Mari, Patrick Rossi Gastaldi, Paolo Asso

#### Etapa final
| Posición | Concursante           | Tipo       |
| -------- | --------------------- | ---------- |
| 1        | Marco Carta           | Cantante   |
| 2        | Roberta Bonanno       | Cantante   |
| 3        | Pasqualino Maione     | Cantautor  |
| 4        | Francesco Mariottini  | Bailarín   |
| 5        | Susy Fuccillo         | Bailarina  |
| 6        | Marta Rossi           | Cantante   |
| 7        | Cassandra De Rosa     | Cantante   |
| 8        | Giulia Piana          | Bailarina  |
| 9        | Giuseppe Salsetta     | Cantante   |
| 10       | Gennaro Siciliano     | Bailarín   |
| 11       | Simonetta Spiri       | Cantautora |
| 12       | Antonino Lombardo     | Bailarín   |
| 13       | Maria Luigia La Rocca | Cantante   |
| 14       | Marina Marchione      | Actriz     |

#### Etapa inicial
Alessandra Valenti (bailarina); Cristina Da Villanova (bailarina); Gianluca Conversano (bailarina); Luca Barbagallo (bailarina); Mattia De Salve (bailarina); Saverio D'Amelio (actor); Sebastián Formica (actor); Valentina Tarsitano (bailarina); Vincenzo Mingolla (bailarín)

### Temporada 8 (2008-2009)
- Profesores: Giuseppe Vessicchio, Grazia Di Michele, Fabrizio Palma, Luca Jurman, Gabriella Scalise, Garrison Rochelle, Maura Paparo, Steve La Chance, Alessandra Celentano, Mauro Astolfi, Fioretta Mari, Patrick Rossi Gastaldi

#### Etapa final
| Posición | Concursante          | Tipo       |
| -------- | -------------------- | ---------- |
| 1        | Alessandra Amoroso   | Cantante   |
| 2        | Valerio Scanu        | Cantante   |
| 3        | Luca Napolitano      | Cantautor  |
| 4        | Alice Bellagamba     | Bailarina  |
| 5        | Pedro Gonzalez       | Bailarín   |
| 6        | Mario Nunziante      | Cantautor  |
| 7        | Martina Stavolo      | Cantante   |
| 8        | Adriano Bettinelli   | Bailarín   |
| 9        | Silvia Olari         | Cantautora |
| 10       | Domenico Primotici   | Bailarín   |
| 11       | Daniela Stradaioli   | Bailarina  |
| 12       | Jennifer Milan       | Cantante   |
| 13       | Andreina Caracciolo  | Bailarina  |
| 14       | Gianluca Lanzillotta | Bailarín   |

#### Etapa inicial
Angelo Marotta (actor); Arturo Caccavale (cantante); Beatriz Zancanaro (bailarina); Carlo De Martino (bailarín); Daniele Smeraldi (cantante); Francesca Maiozzi (bailarina); Francesco Di Nicola (cantante); Iacopo Di Stéfano (cantante); Leonardo Marki Monteiro (bailarín); Pamela Scarponi (cantante); Piero Campanale (actor); Serena Carassai (bailarina)

### Temporada 9 (2009-2010)
- Profesores: Giuseppe Vessicchio, Grazia Di Michele, Gabriella Scalise, Charlie Rapino, Loretta Martinez, Pino Perris, Sergio La Stella, Garrison Rochelle, Steve La Chance, Alessandra Celentano, Marco Garofalo, Kris, Giuseppe Carbone, Patrick Rossi Gastaldi

#### Etapa final
| Posición | Concursante        | Tipo      |
| -------- | ------------------ | --------- |
| 1        | Emma               | Cantante  |
| 2        | Loredana Errore    | Cantante  |
| 3        | Pierdavide Carone  | Cantautor |
| 4        | Matteo Macchioni   | Cantante  |
| 5        | Stefano De Martino | Bailarín  |
| 6        | Elena D'Amario     | Bailarina |
| 7        | Rodrigo Gonzalez   | Bailarín  |
| 8        | Enrico Nigiotti    | Cantautor |
| 9        | Grazia Striano     | Bailarina |
| 10       | Michele Barile     | Bailarín  |
| 11       | Borana Qrjazi      | Bailarina |
| 12       | Stefano Maiuolo    | Cantante  |
| 13       | Angelo Iossa       | Cantante  |
| 14       | Anna Altieri       | Cantante  |

#### Etapa inicial
Antonio Sisca (bailarín); Arianna Mereu (cantante); Denis Mascia (cantante); Gabriele Manzo (bailarina); Giorgio Miceli (bailarín); Januaria Carito (cantante); Maddalena Malizia (bailarina); Nicolás Poggiali (bailarín); Nicolò Marchionni (bailarín); Riccardo Occhilupo (bailarina); Rosolino Schillaci (cantautor); Stella Ancona (bailarina); William Di Lello (cantante); Valeria Valente (cantante)

### Temporada 10 (2010-2011)
- Profesores: Grazia Di Michele, Luca Jurman, Rudy Zerbi, Maria Grazia Fontana, Dado Parisini, Garrison Rochelle, Alessandra Celentano, Marco Garofalo, Luciano Cannito, Carl Portal, Michele Villanova

#### Etapa final
| Posición | Concursante           | Tipo       |
| -------- | --------------------- | ---------- |
| 1        | Virginio Simonelli    | Cantautor  |
| 1        | Denny Lodi            | Bailarín   |
| 2        | Annalisa              | Cantautora |
| 2        | Giulia Pauselli       | Bailarina  |
| 3        | Vito Conversano       | Bailarín   |
| 4        | Francesca Nicolì      | Cantante   |
| 5        | Debora Di Giovanni    | Bailarina  |
| 6        | Antonella Lafortezza  | Cantante   |
| 7        | Diana Del Bufalo      | Cantante   |
| 8        | Riccardo Riccio       | Bailarín   |
| 9        | Antonio Mungari       | Cantautor  |
| 10       | Costantino Imperatore | Bailarín   |

#### Etapa inicial
Alessandro Paparusso (cantante); Andrea Condorelli (bailarina); Andrea Vigentini (cantautor); Arnaldo Santoro (cantautor); Gabriella Culletta (cantante); Gessica Notaro (cantante); Giorgia Urrico (cantante); Michelle Vitrano (bailarina); Paolo Cervellera (bailarín); Stefan Di María Poole (cantante)

### Temporada 11 (2011-2012)
- Profesores: Grazia Di Michele, Rudy Zerbi, Mara Maionchi, Garrison Rochelle, Alessandra Celentano, Luciano Cannito

#### Etapa final
| Posición | Concursante            | Tipo      |
| -------- | ---------------------- | --------- |
| 1        | Giuseppe Giofrè        | Bailarín  |
| 1        | Gerardo Pulli          | Cantante  |
| 2        | Francesca Dugarte      | Bailarina |
| 2        | Ottavio De Stefano     | Cantante  |
| 3        | Carlo Alberto Di Micco | Cantante  |
| 3        | Nunzio Perricone       | Bailarín  |
| 4        | Claudia Casciaro       | Cantante  |
| 4        | Jonathan Gerlo         | Bailarín  |
| 5        | Valeria Romitelli      | Cantante  |
| 5        | Valentin Stoica        | Bailarín  |
| 6        | Marco Castelluzzo      | Cantante  |
| 6        | Josè Becerra           | Bailarín  |
| 7        | Stefano Marletta       | Cantante  |
| 8        | Francesca Mariani      | Cantante  |

#### Etapa inicial
Alessandra Procacci (cantante); Alessia Di Francesco (cantante); Caterina Licini (bailarina); Chiara Giuli (bailarina); Daniele Sibilli (bailarina); Ilario Frigione (bailarín); Legra Yunieska Sánchez (bailarina); Lidia Pastorello (cantante); Lorenzo Tognocchi (cantante); Nicola Di Trapani (cantante); Pamela Gueli (cantante); Rubén Filipe Mendes Dos Santos Felizardo (cantante); Sergio Nigro (bailarín); Verónica Paradiso (bailarina)

### Temporada 12 (2012-2013)
- Profesores: Grazia Di Michele, Rudy Zerbi, Mara Maionchi, Garrison Rochelle, Alessandra Celentano, Luciano Cannito

#### Etapa final
| Posición | Concursante        | Tipo      |
| -------- | ------------------ | --------- |
| 1        | Moreno             | Rapero    |
| 2        | Greta Manuzi       | Cantante  |
| 3        | Niccolò Noto       | Bailarín  |
| 4        | Verdiana Zangaro   | Cantante  |
| 5        | Pasquale Di Nuzzo  | Bailarín  |
| 6        | Ylenia Morganti    | Cantante  |
| 7        | Lorella Boccia     | Bailarina |
| 8        | Edwyn Roberts      | Cantautor |
| 9        | Antonio Parisi     | Bailarín  |
| 10       | Marta Marino       | Bailarina |
| 11       | Emanuele Corvaglia | Cantautor |
| 12       | Angela Semerano    | Cantante  |
| 13       | Costanzo Del Pinto | Cantante  |
| 14       | Anthony Donadio    | Cantante  |
| 15       | Andrea Di Giovanni | Cantante  |
| 16       | Chiara Provvidenza | Cantante  |

#### Etapa inicial
Andrea Atila Felice (bailarina); Antonio Minini (bailarín); Cristina Sangiorgio (cantante); Davide Carella (cantante); Etienne Pezzuto (bailarina); Federica Filannino (cantautora); Giacomo Garavini (bailarín); Giosuè Amato (cantante); Irene Rausa (cantante); Leonardo Bizzarri (bailarín); Lorenzo "Amnesia" Venera (rapero); Marika Calabrese (cantante); Martina Mónaco (bailarina); Nicola Rosafio (cantante); Nicole Marín (bailarina); Rubén Mendes (cantante)

### Temporada 13 (2013-2014)
- Profesores: Grazia Di Michele, Rudy Zerbi, Carlo Di Francesco, Klaus Bonoldi, Garrison Rochelle, Alessandra Celentano, Kledi Kadiu, Veronica Peparini

#### Etapa final
| Posición | Concursante        | Tipo            |
| -------- | ------------------ | --------------- |
| 1        | Deborah Iurato     | Cantautora      |
| 2        | Dear Jack          | Band            |
| 3        | Vincenzo Durevole  | Bailarín        |
| 4        | Christian Pace     | Bailarín        |
| 5        | Giada Agasucci     | Cantante        |
| 6        | Nick Casciaro      | Cantautor       |
| 7        | Paolo Macagnino    | Cantante        |
| 8        | Lorenzo Del Moro   | Bailarín        |
| 9        | Oscar Carmenates   | Bailarín        |
| 10       | Carboidrati        | Band            |
| 11       | Federica Rigoli    | Bailarina       |
| 12       | Knef               | Equipo de baile |
| 13       | Danny Lahome       | Rapero          |
| 14       | Mara Sattei        | Cantante        |
| 15       | Miriam Masala      | Cantante        |
| 16       | Giacomo Castellana | Bailarín        |

#### Etapa inicial
Alessio Trimboli (cantante); Angelo D'Aiello (bailarín); Cesare Cernigliaro (rapero); Cristian Lo Presti (bailarín); Emiliano Serra (bailarín); Extra (rapero); Francesca Del Toro (bailarina); Francesco Bertini (bailarina); Giacomo Paci (cantautor); Gloria Atzeni (cantante); Greta Giampietro (bailarina); Human Evolution (equipo de baile); Jacopo Paone (bailarín); Letizia Rizzoni (bailarina); Michael Dakhil (cantante); Naomi Mele (bailarina); Paolo Busti (bailarín); Simons (banda); Valerio Moro (bailarín); Vincenzo Ficicchia (cantante)

### Temporada 14 (2014-2015)
- Profesores: Grazia Di Michele, Rudy Zerbi, Carlo Di Francesco, Francesco Sarcina, Garrison Rochelle, Alessandra Celentano, Kledi Kadiu, Veronica Peparini

#### Etapa final
| Posición | Concursante        | Tipo      |
| -------- | ------------------ | --------- |
| 1        | The Kolors         | Banda     |
| 2        | Briga              | Rapero    |
| 3        | Virginia Tomarchio | Bailarina |
| 4        | Klaudia Pepa       | Bailarina |
| 5        | Giorgio Albanese   | Bailarín  |
| 6        | Valentina Tesio    | Cantante  |
| 7        | Luca Tudisca       | Cantautor |
| 8        | Cristian Lo Presti | Bailarín  |
| 9        | Shaila Gatta       | Bailarina |
| 10       | Paola Marotta      | Cantante  |
| 11       | Michele Nocca      | Bailarín  |
| 12       | Davide Mogavero    | Cantautor |

#### Etapa inicial
Alice Paba (cantautora); Attika (banda); Danilo Aiello (bailarín); Esteban Morales (cantante); Federico Urgesi (cantautor); Francesca Miola (cantante); Francesco Bax (bailarín); Francesco Porcelluzzi (bailarina); Gabriele Tufi (cantante); Graziano Di Prima (bailarina); La Gente (banda); Leslie Sackey (cantante); Luana Fraccalvieri (cantante); Silvia Boreale (cantante); Simone Baroni (bailarina); Vanessa Guidolin (bailarina)

### Temporada 15 (2015-2016)
- Profesores: Rudy Zerbi, Carlo Di Francesco, Fabrizio Moro, Alex Braga, Marco Maccarini, Garrison Rochelle, Alessandra Celentano, Kledi Kadiu, Veronica Peparini, Natalia Titova

#### Etapa final
| Posición | Concursante       | Tipo       |
| -------- | ----------------- | ---------- |
| 1        | Sergio Sylvestre  | Cantautor  |
| 2        | Elodie            | Cantante   |
| 3        | Gabriele Esposito | Bailarín   |
| 4        | Lele Esposito     | Cantautor  |
| 5        | Alessio Gaudino   | Bailarín   |
| 6        | La Rua            | Banda      |
| 7        | Chiara Grispo     | Cantautora |
| 8        | Alessio La Padula | Bailarín   |
| 9        | Michele Lanzeroti | Bailarín   |
| 10       | Cristiano Cosa    | Cantautor  |
| 11       | Patrizio Ratto    | Bailarín   |
| 12       | Emanuele Caruso   | Bailarín   |

#### Etapa inicial
Andreas Müller (bailarín); Arianna Di Francesco (bailarina); Sala 39 (banda); Benedetta Orlandini y Luca Favilla (dúo de danza); Carmela Senatore (cantante); Daniela Ribezzo (bailarina); Floriana Poma (cantante); Francesco Crimi (bailarín); Gessica Taghetti (bailarina); Joshua Jack (cantante); Luca D'Arbenzio (cantante); Metro (banda); Nevenera (banda); Nick Zaramella (cantante); Paolo Barbonaglia (bailarín); Balsa (banda); Yvonne Tocci (cantante)

### Temporada 16 (2016-2017)
- Profesores: Rudy Zerbi, Carlo Di Francesco, Fabrizio Moro, Alex Braga, Boosta, Garrison Rochelle, Alessandra Celentano, Kledi Kadiu, Veronica Peparini, Natalia Titova, Emanuel Lo

#### Etapa final
| Posición | Concursante            | Tipo       |
| -------- | ---------------------- | ---------- |
| 1        | Andreas Müller         | Bailarín   |
| 2        | Riccardo Marcuzzo      | Cantautor  |
| 3        | Federica Carta         | Cantautora |
| 4        | Sebastian Melo Taveira | Bailarín   |
| 5        | Mike Bird †            | Cantautor  |
| 6        | Thomas Bocchimpani     | Cantante   |
| 7        | Shady                  | Cantautor  |
| 8        | Cosimo Barra           | Bailarín   |
| 9        | Oliviero Bifulco       | Bailarín   |
| 10       | Vittoria Markov        | Bailarina  |
| 11       | Lo Strego              | Cantautor  |
| 12       | Michele Perniola       | Cantante   |

#### Etapa inicial
Alessio Minnini (cantautor); Elisa Vismara (cantante); Erik Locatelli (bailarina); Francesco Parrino (cantautor); Giada Pilloni (cantante); Giulia Pelegatti (bailarina); Lorenzo Sorice (bailarín); Marc Lee (cantante); Marta Masón (cantante); Raffaella Prisco (bailarina); Rosario Canale (cantautora); Serena De Bari (cantante); Simone Frazzetta (bailarina); Valentina Giardullo (cantautora)

### Temporada 17 (2017-2018)
- Profesores: Rudy Zerbi, Carlo Di Francesco, Giusy Ferreri, Paola Turci, Garrison Rochelle, Alessandra Celentano, Veronica Peparini, Bill Goodson

#### Etapa final
| Posición | Concursante         | Tipo       |
| -------- | ------------------- | ---------- |
| 1        | Irama               | Cantautor  |
| 2        | Carmen Ferreri      | Cantante   |
| 3        | Einar Ortiz         | Cantante   |
| 4        | Lauren Celentano    | Bailarín   |
| 5        | Emma Muscat         | Cantautora |
| 6        | Biondo              | Rapero     |
| 7        | Bryan Ramirez       | Bailarín   |
| 8        | Luca Campomaggi     | Bailarín   |
| 9        | Zic                 | Cantautor  |
| 10       | Matteo Cazzato      | Cantante   |
| 11       | Valentina Verdecchi | Bailarina  |
| 12       | Sephora Ferrillo    | Bailarina  |
| 13       | Daniele Rommelli    | Bailarín   |
| 14       | Filippo Di Crosta   | Bailarín   |

#### Etapa inicial
Audjah Syarifam Rachmi (cantante); Claudia Manto (bailarina); Elliot Horne (cantante); Emanuele Avino (cantautor); Federico Baroni (cantautor); Grace Cambria (cantante); Luca Vismara (cantante); Nicolás De Souza (bailarín); Nicole Vergani (cantante); Orión Pico (bailarín); Paola De Filippis (bailarina); Silvia Belluco (cantante); Simone "Mose" Reo (rapero); El Jab (banda); Vittorio Ardovino (bailarín)

### Temporada 18 (2018-2019)
- Profesores: Rudy Zerbi, Stash, Alex Britti, Alessandra Celentano, Veronica Peparini, Timor Steffens

#### Etapa final
| Posición | Concursante       | Tipo       |
| -------- | ----------------- | ---------- |
| 1        | Alberto Urso      | Cantante   |
| 2        | Giordana Angi     | Cantautora |
| 3        | Rafael Castro     | Bailarín   |
| 4        | Vincenzo Di Primo | Bailarín   |
| 5        | Tish Boric        | Cantante   |
| 6        | Umberto Gaudino   | Bailarín   |
| 7        | Mameli            | Cantautor  |
| 8        | Valentina Vernia  | Bailarina  |
| 9        | Alvis             | Rapero     |
| 10       | Jefeo             | Rapero     |
| 11       | Ludovica Caniglia | Cantante   |
| 12       | Mowgly            | Bailarín   |

#### Etapa inicial
Alessandro Casillo (cantante); Anna Maria "Mimmi" Cicarelli (bailarina); Arianna Forte (bailarina); Bad Matty (bailarina); Daniel Piccirillo (cantante); Daniele Nocchi (bailarina); Ellynora (cantante); Federica Marinari (cantante); Federico Milán (bailarín); Giacomo Eva (cantautor); Gianmarco Galati (bailarín); Giusy Romaldi (bailarina); Kevin Payne (cantante); Matteo "Yamatt" Galvani (rapero); Marco Alimenti (bailarín); Miguel Chávez (bailarín); Noemí Cainero (cantante); Samuel Santarelli (bailarín)

### Temporada 19 (2019-2020)
- Profesores: Rudy Zerbi, Stash, Anna Pettinelli, Alessandra Celentano, Veronica Peparini, Timor Steffens

#### Etapa final
| Posición | Concursante           | Tipo       |
| -------- | --------------------- | ---------- |
| 1        | Gaia Gozzi            | Cantautora |
| 2        | Javier Rojas          | Bailarín   |
| 3        | Giulia Molino         | Cantautora |
| 4        | Nicolai Gorodiskii    | Bailarín   |
| 5        | Nyv                   | Cantautor  |
| 6        | Jacopo Ottonello      | Cantante   |
| 7        | Valentin Dumitru      | Bailarín   |
| 8        | Talisa Jade Ravagnani | Bailarina  |
| 9        | Francesco Bertoli     | Cantautor  |
| 10       | Martina Beltrami      | Cantautora |

#### Etapa inicial
Alioscia Grossi (bailarina); Ayoub Haraka (bailarina); Diablo Angelo (rapero); Federico Pietrucci (bailarín); Francesca Sarasso (cantante); Giorgia López (bailarina); Giorgio "Skioffi" Iacobelli (rapero); Giuseppe Preziosa (bailarina); Ínico (banda); Karina Samoylenko (bailarina); Matteo Cogliandro (bailarín); Miguel Ángel Vizzini (cantautor); Sofía Di Benedetto (bailarina); Stefano Farinetti (cantante)

### Temporada 20 (2020-2021)
- Profesores: Rudy Zerbi, Anna Pettinelli, Arisa, Alessandra Celentano, Veronica Peparini, Lorella Cuccarini

#### Etapa final
| Posición | Concursante        | Tipo       |
| -------- | ------------------ | ---------- |
| 1        | Giulia Stabile     | Bailarina  |
| 2        | Sangiovanni        | Cantautor  |
| 3        | Alessandro Cavallo | Bailarín   |
| 4        | AKA 7even          | Cantautor  |
| 5        | Deddy              | Cantautor  |
| 6        | Serena Marchese    | Bailarina  |
| 7        | Tancredi Cantù     | Cantautor  |
| 8        | Samuele Barbetta   | Bailarín   |
| 9        | Raffaele Renda     | Cantautor  |
| 10       | Martina Miliddi    | Bailarín   |
| 11       | Enula Bareggi      | Cantautora |
| 12       | Rosa Di Grazia     | Bailarina  |
| 13       | Tommaso Stanzani   | Bailarín   |
| 14       | Leonardo Lamacchia | Cantautor  |
| 15       | Ibla               | Cantautor  |
| 16       | Esa Abrate         | Cantautora |
| 17       | Gaia Di Fusco      | Cantante   |

#### Etapa inicial
Arianna Gianfelici (cantante); Elizabeth Ivankovich (cantante); Evandro Ciaccia (cantautor); Federica "Kika" La Rocca (cantante); Giulio Musca (cantante); Letizia Bertoldi (cantante); Riccardo Guarnaccia (bailarín)

### Temporada 21 (2021-2022)
- Profesores: Rudy Zerbi, Anna Pettinelli, Lorella Cuccarini, Alessandra Celentano, Veronica Peparini, Raimondo Todaro

#### Etapa final
| Posición | Concursante          | Tipo       |
| -------- | -------------------- | ---------- |
| 1        | Luigi Strangis       | Cantautor  |
| 2        | Michele Esposito     | Bailarín   |
| 3        | Serena Carella       | Bailarina  |
| 4        | Alex Wyse            | Cantautor  |
| 5        | Sissi                | Cantautora |
| 6        | Albe                 | Cantautor  |
| 7        | Dario Schirone       | Bailarín   |
| 8        | Nunzio Stancapiano   | Bailarín   |
| 9        | LDA                  | Cantautor  |
| 10       | Carola Puddu         | Bailarín   |
| 11       | Crytical             | Rapero     |
| 12       | Aisha Maryam Samb    | Cantautora |
| 13       | Leonardo Lini        | Bailarín   |
| 14       | Jon Erik De La Cruz  | Bailarín   |
| 15       | Christian Stefanelli | Bailarín   |
| 16       | Calma                | Cantautor  |
| 17       | Gio Montana          | Cantautor  |
| 18       | Alice Del Frate      | Bailarina  |

#### Etapa inicial
Alessandra "Ale" Cicariello (cantautora); Andrea "Kandy" Curiale (cantante); Andrea Siragusa (cantante); Cosmary Fasanelli (bailarina); Cristiano La Bozzetta (bailarina); Elena Manuele (cantante); Elizabeth Ivankovich (cantante); Flavia "Flaza" Zardetto (cantautora); Giacomo Vianello (cantante); Guido Sarnataro (bailarín); Inder Singh (trampero); María "Rea" Mircea (cantautora); Mattías Nigiotti (bailarín); Mattia Zenzola (bailarina); Mirko Masia (bailarín); Nicol Castagna (cantautor); Simone Russo (cantautora); Tommaso Cesana (cantante); Virginia Vorraro (bailarina)

### Temporada 22 (2022-2023)
- Profesores: Rudy Zerbi, Lorella Cuccarini, Arisa, Alessandra Celentano, Raimondo Todaro, Emanuel Lo

#### Etapa final
| Posición | Concursante           | Tipo       |
| -------- | --------------------- | ---------- |
| 1        | Mattia Zenzola        | Bailarín   |
| 2        | Angelina Mango        | Cantautora |
| 3        | Wax                   | Cantautor  |
| 4        | Isobel Fetiye Kinnear | Bailarina  |
| 5        | Aaron                 | Cantautor  |
| 6        | Maddalena Svevi       | Bailarina  |
| 7        | Giovanni Cricca       | Cantautor  |
| 8        | Ramon Agnelli         | Bailarín   |
| 9        | Federica Andreani     | Cantante   |
| 10       | Alessio Cavaliere     | Bailarín   |
| 11       | Samuele Segreto       | Bailarín   |
| 12       | Gianmarco Petrelli    | Bailarín   |
| 13       | Piccolo G             | Cantautor  |
| 14       | NDG                   | Cantautor  |
| 15       | Megan Ria             | Bailarina  |

#### Etapa inicial
André Mandelli (cantante); Andrea Ascanio (cantautor); Asia Bigolin (bailarina); Benedetta Vari (bailarina); Claudia Bentrovato (bailarina); Eleonora Cabras (bailarina); Lorenzo "Jore" Longoni (cantautor); Ludovica Grimaldi (bailarina); Diego "Mezkal" Taralletto De Falco (cantautor); Marco "Niveo" Fasano (cantautor); Pasquale "Paky" Brunetti (bailarina); Rita Pompili (bailarina); Samuel Antinelli (bailarina); Tommy Dali (cantautor); Valeria "Guera" Mancini (cantautora); Vanessa Bellini (bailarina)

### Temporada 23 (2023-2024)
- Profesores: Rudy Zerbi, Lorella Cuccarini, Anna Pettinelli, Alessandra Celentano, Raimondo Todaro, Emanuel Lo

#### Etapa final
| Posición | Concursante         | Tipo       |
| -------- | ------------------- | ---------- |
| 1        | Sarah Toscano       | Cantautora |
| 2        | Marisol Castellanos | Bailarina  |
| 3        | Petit               | Cantautor  |
| 4        | Dustin Taylor       | Bailarín   |
| 5        | Holden              | Cantautor  |
| 6        | Mida                | Cantautor  |
| 7        | Martina Giovannini  | Cantante   |
| 8        | Sofia Cagnetti      | Bailarina  |
| 9        | Gaia De Martino     | Bailarina  |
| 10       | Lil Jolie           | Cantautora |
| 11       | Lucia Ferrari       | Bailarina  |
| 12       | Giovanni Tesse      | Bailarín   |
| 13       | Nicholas Borgogni   | Bailarín   |
| 14       | Tiziano Coiro       | Bailarín   |
| 15       | Ayle                | Cantautor  |

#### Etapa inicial
Chiara "Kia" Faedda (cantante); Chiara Porchianello (bailarina); Elia Fiore (bailarín); Ezio Liberatore (cantautor); Francesco "Holy Francisco" Guarnera (cantautor); Leonardo "Spacehippiez" Rossi (cantautor); Matthew Rota (cantautor); Mattia "Malìa" Gattoni (cantautor); Nahaze (cantautor); Samuele Spina (cantautor); Simone Galluzzo (bailarín); Stella Cardone (cantante); Valentina "Mew" Turchetto (cantautora)

### Temporada 24 (2024-2025)
- Profesores: Rudy Zerbi, Lorella Cuccarini, Anna Pettinelli, Alessandra Celentano, Emanuel Lo, Deborah Lettieri

#### Etapa final
| Posición | Concursante           | Tipo              |
| -------- | --------------------- | ----------------- |
| 1        | Daniele Doria         | Bailarín          |
| 2        | Trigno                | Cantautor         |
| 3        | Alessia Pecchia       | Bailarína         |
| 4        | Antonia Nocca         | Cantautora        |
| 5        | Francesco Fasano      | Bailarín          |
| 6        | Nicolò Filippucci     | Cantautor         |
| 7        | Jacopo Sol            | Singer-songwriter |
| 8        | Chiara Bacci          | Bailarina         |
| 9        | Senza Cri             | Cantautora        |
| 10       | Francesca Bosco       | Bailarina         |
| 11       | Chiamamifaro          | Cantautora        |
| 12       | Luk3                  | Cantautor         |
| 13       | Raffaella Mitaritonna | Bailarina         |
| 14       | Vybes                 | Rapero            |
| 15       | Asia De Figlio        | Bailarina         |
| 16       | Dandy Cipriano        | Bailarín          |

#### Etapa inicial
Alena Casarino (rapero); Alessio Di Ponzio (bailarín); Antonio Affortunato (bailarín); Diego Lazzari (cantautor); Gabriele Baio (bailarín); Gabriele "Deddè" Mazza (cantautor); Giorgia Conti (bailarina); Ilan Muccino (cantautor); Rebecca Ferreri (bailarina); Samuele Mollenbeck (cantautor); Sienna Osborne (bailarina); Teodora Martinez (bailarina).

## Spin-off

### Amici Celebrities
Entre septiembre y octubre de 2019 se transmitió un spin-off llamado Amici Celebrities, la versión VIP del programa, donde competían reconocidas personalidades del mundo del entretenimiento. El programa se emitió en horario de máxima audiencia en Canale 5 durante seis episodios, con Maria De Filippi presentando los tres primeros episodios, que se emitieron el sábado, y Michelle Hunziker en los tres siguientes, que se emitieron el miércoles. La edición la ganó Pamela Camassa.

### Amici speciali
Tras los seis episodios de la decimonovena edición del programa, del 15 de mayo al 5 de junio de 2020 se emitió Amici speciali, un maratón benéfico para recaudar fondos para la emergencia del COVID-19 distribuido en cuatro episodios en los que los competidores de pasadas ediciones compitieron con un mecanismo similar al utilizado en 2012. El encargo artístico es el mismo utilizado para la versión clásica del programa. La edición la ganó Irama.

### This Is Me
Del 20 de noviembre al 4 de diciembre de 2024, el spin-off This Is Me se emitió durante tres episodios en el horario de máxima audiencia del miércoles conducido por Silvia Toffanin, creado para celebrar los talentos que han alcanzado el éxito tras abandonar el programa de talentos Amici di Maria De Filippi.